# Затяжка времени
Затяжка времени, также известная в англоязычном сленге под названиями running down the clock, stonewalling, killing the clock, chewing the clock, stalling, timewasting и eating clock — в игровых видах спорта разновидность неспортивного поведения, заключающаяся в том, что спортивная команда по ходу матча, владеющая игровым снарядом и преимуществом в счёте, не предпринимает каких-либо активных действий против соперника. Как правило, затяжка времени может происходить ближе к концу тайма.
Затяжка времени может происходить в футболе, баскетболе, хоккее, регби и других похожих видах спорта. Затяжка времени является разновидностью задержки игры.

## В футболе

### Разновидности затяжки времени
Затяжка времени в футболе может происходить во время замены игрока: уходящий с поля игрок и заменяющий его обычно идут медленно, стремясь сбить атакующий порыв соперника. Также затяжка времени может происходить во время оказания помощи игроку (чаще всего вынужденная и оправданная) или во время выноса мяча в аут (зачастую такое поведение трактуется как неспортивное и наказывается жёлтой карточкой). Игроки могут затягивать время перед исполнением свободных, штрафных, угловых ударов и пенальти.
Команда может быть наказана и за затяжку времени, которая вызвана разговорами с мальчиками, подающими мячи перед исполнением угловых или вбросов мяча из-за боковой. Так, однажды УЕФА оштрафовала Шотландскую футбольную ассоциацию за подобные действия во время матча против Франции (шотландцы выиграли 1:0).
Ещё одним способом «убить» время в футболе является перекатывание мяча: до 1992 года защитники зачастую отдавали мяч вратарю, который забирал его в руки и бросал обратно вперёд. После введения правила, запрещающего такую игру вратарям, подобная задержка времени перестала использоваться. Иногда даже симуляция в спорте может расцениваться как задержка времени, когда игрок, пользуясь случаем, лежит на газоне и «тянет время», однако судьи стараются предотвращать подобные случаи жёсткими наказаниями.

### Оправданное использование задержки
Одним из способов «потянуть время», не нарушая при этом правил — доставить мяч ближе к углу поля и отправить его прямо в защитника противника: если тот попытается оттолкнуть соперника, то будет наказан свободным ударом; если же мяч вылетит за пределы поля из-за подката противника, то это завершится аутом или даже угловым. Циклические действия и приводят к такой затяжке времени.

### Скандальные затяжки
Тренеры зачастую критикуют команды, которые таким образом стараются удержать удобный для себя счёт, если атакующая тактика для них представляется опасной. Одним из первых с подобной критикой выступил Рафаэль Бенитес: в ноябре 2006 года после нулевой ничьи «Ливерпуля» и «Портсмута» Бенитес обрушился с критикой на «помпи».
Наказание за затяжку времени иногда кажется неоправданным и несправедливым, особенно если судья не знает всех подробностей. Так из-за этого пострадал швейцарец бразильского происхождения Пауло Дього: 5 декабря 2004 Дього, празднуя забитый за «Серветт» гол, зацепился обручальным кольцом за металлическую сетку на стадионе. При попытке выбраться Дього серьёзно поранился и потерял палец: пока сотрудники стадиона искали оторванный палец, судья показал швейцарскому игроку жёлтую карточку, не зная о случившемся. К несчастью, Дього пришлось ампутировать оставшуюся часть пальца.
Наказания за затяжку времени могут быть и в самом начале игры. Одним из рекордных по своей быстроте наказаний стало наказание норвежскому вратарю Перу Хафторсену во время матча Норвегии и Нидерландов: за затяжку времени уже на 5-й минуте его наказали жёлтой карточкой. Однако уже в декабре 1979 года рекорд Хафторсена побил Рой Макфарлэнд в чемпионате Англии: в декабре 1979 года в матче между «Ливерпулем» и «Дерби Каунти» за затяжку времени перед вводом мяча в игру Рой был наказан жёлтой карточкой уже через 2 минуты после стартового свистка. Примечательно, что в том же матче счёт был открыт с пенальти уже на 20-й секунде командой «Дерби Каунти».

## В регби и похожих видах спорта
- Затяжка времени в регби происходит во время схваток и исполнений штрафных ударов. За затяжку времени команда наказываеся свободным ударом[5].
- В австралийском футболе затяжку времени организуют игроки, поправляя форму. Также они тянут время во время исполнения штрафных ударов: на подготовку и исполнение отводится только 30 секунд.
- В американском футболе затяжка времени происходит во время «пробежек» или взятия тайм-аутов.
- В хоккее с шайбой обычно команда проводит перепасовку к концу матча между нападающим и защитником: защитник после получения шайбы возвращается в свою зону и затем снова отдаёт шайбу вперёд. Во время игры в неравных составах этим пользуется команда, оставшаяся в меньшинстве.